# Gröbming
Gröbming é um município da Áustria, situado no distrito de Liezen (subdistrito de Gröbming), no estado da Estíria. Tem 66,48 km² de área e sua população em 2019 foi estimada em 3.038 habitantes.